# Hidroelèctrica de Catalunya

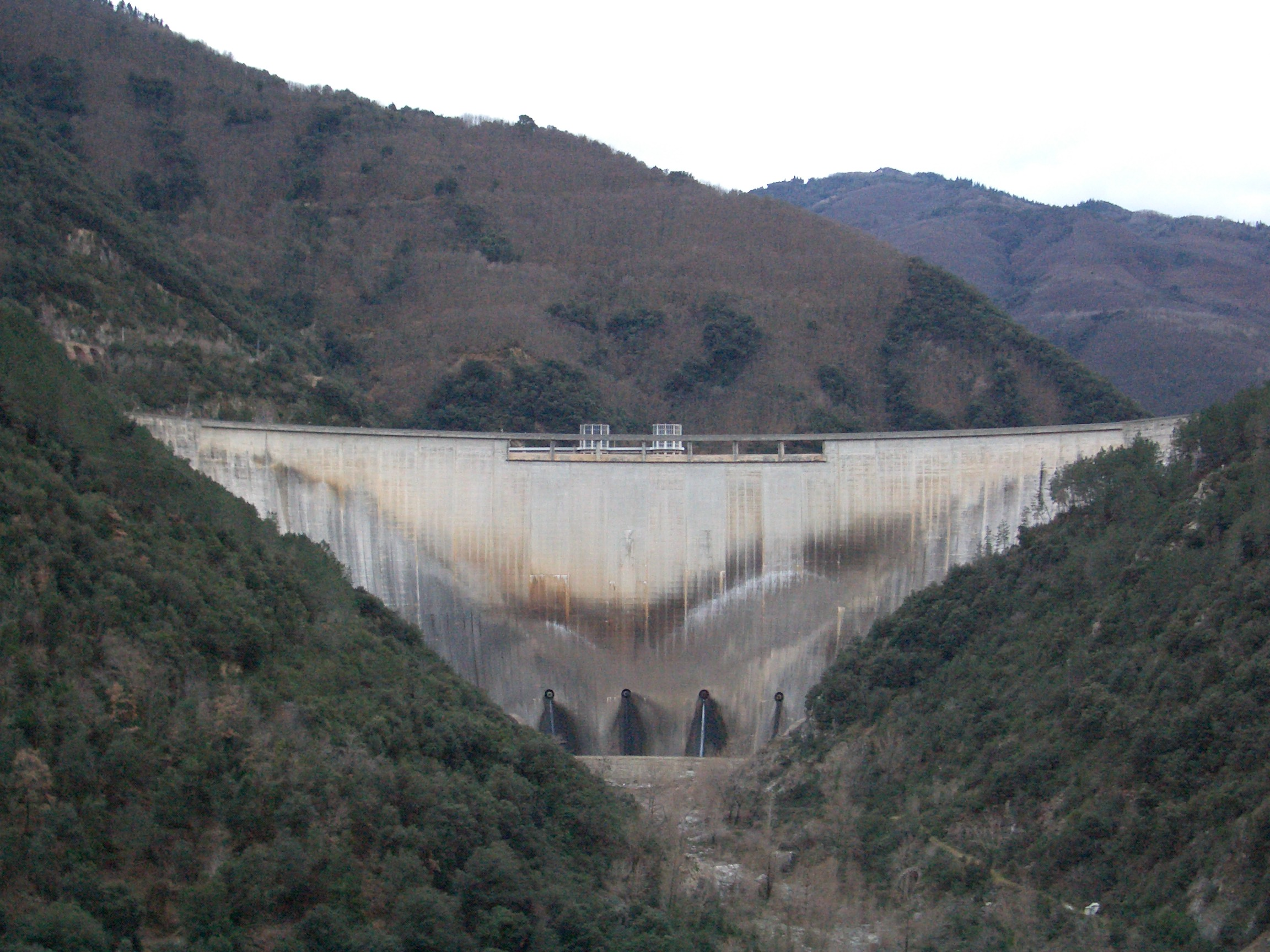
La presa de Susqueda, una de les obres hidroelèctriques destaques d'HECSA a la conca del Ter

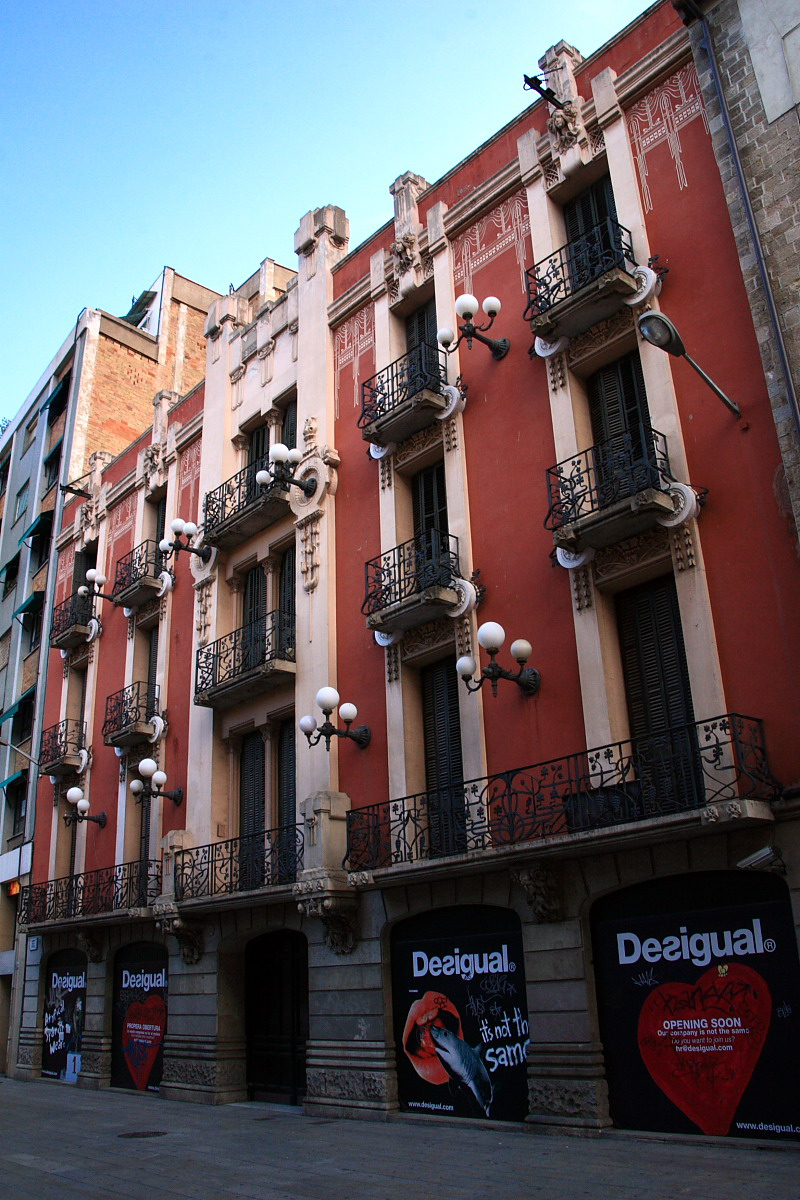
Edifici del carrer dels Arcs de Barcelona, seu històrica d'HECSA

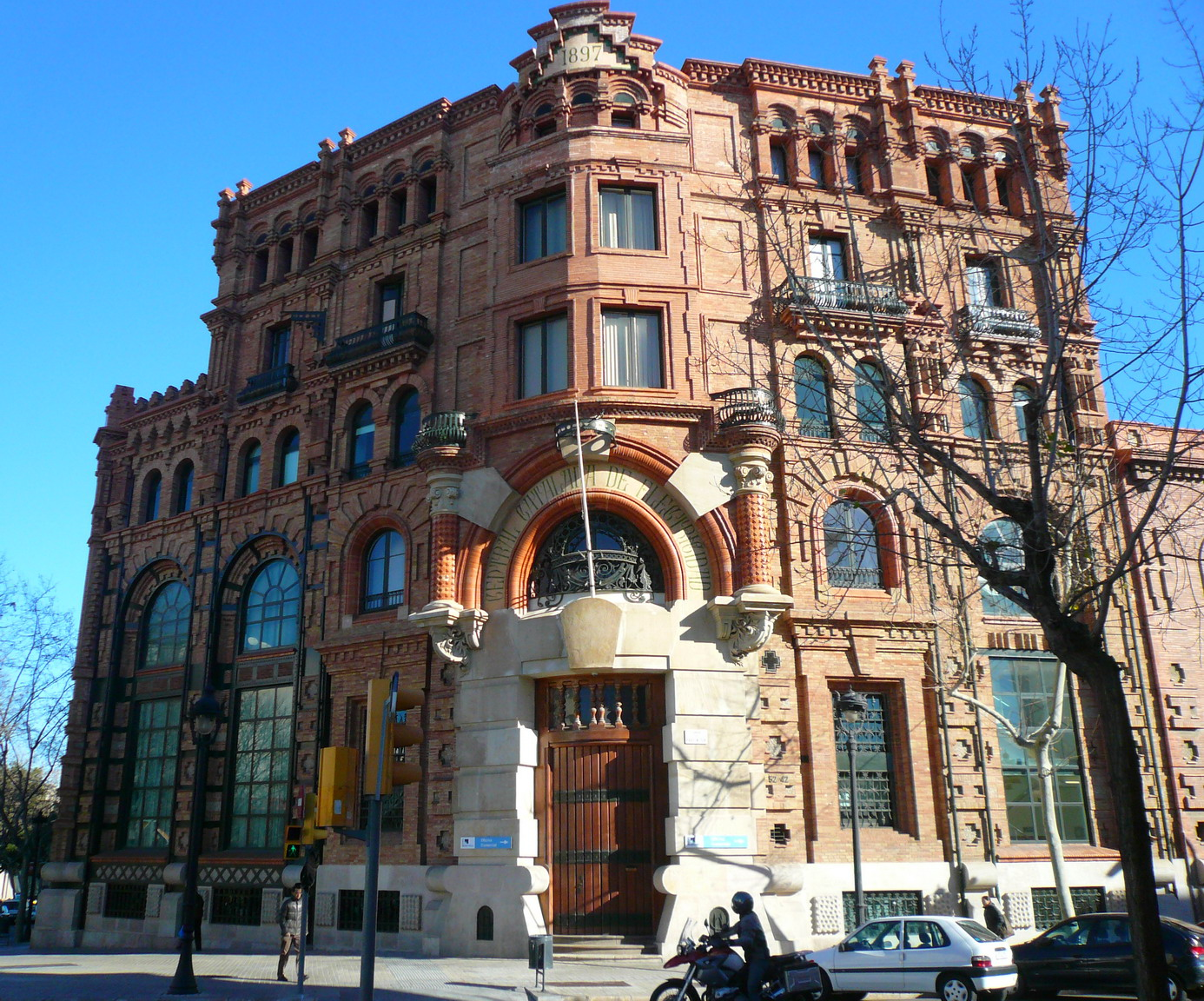
Antiga Central Vilanova, reconvertida en seu d'HECSA als anys 1980

|  | Per a altres significats, vegeu «Antiga Hidroelèctrica de Catalunya». |

Hidroelèctrica de Catalunya SA, també coneguda per les sigles HECSA, va ser una empresa catalana dedicada a la generació i distribució d'energia elèctrica. La seva activitat es va centrar en la producció hidroelèctrica, però també va tenir participacions en centrals tèrmiques i nuclears. Fundada a Barcelona el 1946, inicialment va ser filial de Catalana de Gas i Electricitat (actual Naturgy). El 1984 va ser adquirida per Hidroelèctrica Espanyola (Hidrola) i el 1994, la major part dels seus actius van passar a una filial d'Endesa, ENHER, que la va absorbir el 1998.

## Història
La societat va ser constituïda el 29 de juny del 1946 per Catalana de Gas i Electricitat (CGE), juntament amb els bancs Urquijo i Hispano-Americà, per a canalitzar les seves activitats en l'àmbit elèctric. CGE va aportar a la nova societat els seus actius elèctrics, que incloïen concessions per a la construcció de salts d'aigua al Pirineu, les accions de Salts del Ter SA i de la Companyia de Fluid Elèctric, que des del 1928 tenia arrendada l'activitat elèctrica de CGE.
En els anys següents, HECSA va centrar la seva activitat en la posada en marxa d'un conjunt de centrals hidroelèctriques: Espot-Torrassa (1953), Sant Maurici (1954), Esterri-Unarre (1958) i Lladres (1967) en la conca del Noguera Pallaresa; i Pasteral (1962), Sau (1963) i Susqueda (1967) en la conca del Ter. El 1965 va absorbir la Companyia de Fluid Elèctric, subrogant-se en el contracte d'arrendament del patrimoni elèctric de CGE. El 1968 Ricard Margarit, president històric , va renunciar al càrrec i va passar a la presidència d'honor. El va substituir Pere Duran i Farell, al seu torn conseller delegat de Catalana de Gas i Electricitat.
En els anys 1960, el creixement econòmic espanyol i l'augment de la demanda elèctrica va portar l'empresa a buscar noves fonts energètiques més enllà dels salts d'aigua. El 1967, juntament amb ENHER, va construir una central tèrmica de 150 MW a Sant Adrià de Besòs, denominada Besòs I. El 1968, HECSA i ENHER van constituir al 50% la societat Tèrmiques del Besòs (TERBESA) per a administrar aquesta central i un segon grup, Besòs II, inaugurat el 1972, a més d'altres instal·lacions tèrmiques com la central de Foix, connectada a la xarxa el 1979. HECSA també va formar part, amb un 23%, d'Hispano-Francesa d'Electricitat (HIFRESA), un grup d'empreses integrat per Electricité de France i les altres grans elèctriques catalanes, FECSA i ENHER, per a construir la primera central nuclear catalana i tercera espanyola, Vandellòs I, que va entrar en servei el 1972.
Amb la introducció del gas natural a Espanya, CGE va centrar la seva estratègia en aquest mercat i es va desprendre de la major part dels seus actius elèctrics, que va traspassar a Hidroelèctrica de Catalunya el 1976. As anys 1980 va continuar invertint en la posada en marxa de noves nuclears (15% a Ascó I i 28% a Vandellòs II) i la companyia va començar a acumular pèrdues. Arran de la reordenació del sector energètic propiciada des del Ministeri d'Indústria, Pere Duran va negociar amb Endesa una possible fusió amb la seva filial catalana, ENHER, encara que l'operació no va prosperar. Finalment va arribar a un acord amb Hidroelèctrica Espanyola (Hidrola), que el desembre del 1984 va realitzar una OPA sobre HECSA, passant a controlar-ne el 97% del capital. El 1985 José María Oriol, president de Hidrola, va substituir en la presidència de Hidruña a Pere Duran i Farell (nomenat president d'honor), i poc després el va succeir el seu fill, Íñigo Oriol.
A principis dels anys 1990 van començar els moviments per a la creació d'un hòlding elèctric català, que aglutinés FECSA, ENHER i HECSA. Finalment, el 1993 l'empresa pública Endesa i Iberdrola, successora de Hidrola, van arribar a un acord d'intercanvi d'actius, que incloïa els salts i el mercat elèctric de HECSA. Per a dur a terme l'operació, Hidroelèctrica de Catalunya va segregar tots els seus actius de generació i distribució elèctrica, excepte els nuclears, a una societat filial, Salts del Ter, que va canviar la seva raó social a Hidroelèctrica de Catalunya I (HECSA 1).
El 1994, Endesa, a través de la seva filial ENHER, va adquirir el 55% d'HECSA 1 i el 1995 va prendre el control del 100% del capital. La primitiva societat Hidroelèctrica de Catalunya, que es va quedar únicament amb les participacions en les centrals nuclears d'Ascó i Vandellòs, va ser absorbida per Iberdrola al setembre del 1994; el bescanvi de títols va ser de tres accions de Hidruña per cinc d'Iberdrola. Per part seva, HECSA 1, que el 1996 va poder recuperar la denominació històrica, també va desaparèixer definitivament el 7 de juliol del 1998 amb la fusió per absorció per ENHER. Un any després, Endesa va fer el mateix amb les seves filials, entre elles la mateixa ENHER.

## Participacions i filials
El 1994, abans de segregar els seus actius i ser absorbida per Iberdrola, Hidroelèctrica de Catalunya comptava amb les següents filials i participacions en altres empreses:
- Hidroelèctrica El Pasteral SA (HIPASA): 100%
- Hispano-Francesa d'Energia Nuclear SA (HIFRENSA): 23%
- Hitcasa SA: 50%
- Xarxes d'Energia SA: 50%
- Salts del Ter SA: 100%
- Tèrmiques del Besòs SA (TERBASA): 50%

## Seus
Inicialment, la seu era al carrer dels Arcs, 10, al centre històric de Barcelona. Aquest edifici, d'estil secessionista vienès, va ser construït entre 1903 i 1905 per l'arquitecte Arnau Calvet i actualment està catalogat com Bé Cultural d'Interès Local (vegeu Antiga Hidroelèctrica de Catalunya).
Originalment va ser la seu de la Central Catalana d'Electricitat, i posteriorment de la Companyia de Fluid Elèctric, absorbida el 1946 per HECSA. El 1976, quan CGE va traspassar tots els seus actius elèctrics a HECSA, va incloure aquesta seu i la Central Vilanova, un edifici industrial d'estil modernista catalogat com Bé Cultural d'Interès Local, construït per la Central Catalana d'Electricitat entre 1896 i 1899, segons un projecte de Pere Falqués. Entre 1977 i 1980, Hidroelèctrica de Catalunya va reformar-lo per a convertir-la en oficines. El 1987, Catalana de Gas va recomprar l'edifici del carrer dels Arcs i HECSA va traslladar la seva seu a l'edifici de l'Avinguda Vilanova.